# ミッジ・ユーロ
ミッジ・ユーロ（Midge Ure、本名 James Ure、1953年10月10日 - ）は、イギリス・スコットランド・サウス・ラナークシャー出身のロックミュージシャンである。ウルトラヴォックスのヴォーカリスト、ギタリストとして知られている。ボブ・ゲルドフとともにバンド・エイド（1984年）、ライヴエイド（1985年）などの音楽チャリティ活動を企画し、大英帝国勲章を叙勲されている。

## 来歴

### 生い立ち
スコットランド、サウス・ラナークシャーの労働者階級の家庭に生まれる。10歳までグラスゴー郊外にある一部屋だけの集合住宅で両親と兄弟姉妹と共に暮らした。高校卒業後に工業系の大学に進学し、エンジニアとして働き始める。またこの頃からローカルバンドのメンバーとして活動するようになる。

### サルヴェイションからスリック
1972年、ケビンとジムのマッギンリー兄弟を中心とするサルヴェイションにギタリストとして加入する。この時、ユーロは本名のジェイムズ・ユーロの愛称ジム・ユーロを名乗っており、ジム・マッギンリーの「同じバンドに2人のジムがいることは混乱を招く」という理由で、"ジム"のバックワードである"ミッジ"（チビの意）と呼ばれるようになる 。これ以降ユーロはミッジ・ユーロをその芸名とする。
1974年、ボーカルのケビン・マッギンリーがソロ活動のため脱退し、バンド名をスリックに改名。ユーロがボーカルも取るようになる。ベイ・シティ・ローラーズのプロデューサーチーム、ビル・マーティンとフィル・コウルターの後押しのもと、セカンドシングル「フォーエヴァー・アンド・エヴァー」が全英1位となり、続いて「レクイエム」、「俺はパンク・ボーイ」とヒットを放ち、ユーロはアイドル・グループのフロントマンとして人気を得る。1975年、セックス・ピストルズの前身バンド・スワンカーズからウォーリー・ナイチンゲールが脱退した際に加入を誘われるが、スリックとの契約の関係から断り、スワンカーズにはジョニー・ロットンが加入し、セックス・ピストルズとしてデビューすることになる。

### リッチ・キッズからニューロマンティック
スリックで創られたティーニー・ポッパー的なイメージから脱却を考えていたユーロは、セックス・ピストルズを脱退した二人、グレン・マトロックとスティーヴ・ニューらが結成したリッチ・キッズに誘われ、ロンドンでリハーサルを行うが不調に終わり、スコットランドに帰る。ユーロは再びスリックに戻るが、スリックのレコード契約が切れるとともに、1977年、リッチ・キッズに参加する。1978年1月、デビューシングル「リッチ・キッズ」（全英24位）をリリース。同年8月に『王子の幻影(en:Ghosts Of Princes In Towers)』（全英51位）をリリースする。しかし、ユーロとラスティ・イーガン（ドラムス）は、ニューロマンティックの発端であるスティーヴ・ストレンジに接近し、その音楽面のプロデュースするなど、パンク寄りのロックを好む他の二人との音楽的方向性の亀裂は深まり、1978年12月にバンドは活動停止となる(正式な解散表明は1979年6月)。
1979年、ユーロはスティーヴ・ストレンジのバンド・ヴィサージの音楽的プロデュースと、そのバンドメンバーとして活動を始め、同じくヴィサージのメンバーでありウルトラヴォックスのキーボーディスト、ビリー・カーリーの誘いで、1979年4月、ウルトラヴォックスにボーカルとギターで参加する。
またこの時期、シン・リジィのツアー途中で失踪したゲイリー・ムーアの代役として、旧知のフィル・ライノットに呼ばれ、日本公演を含む残りのツアーに参加した。続く1980年のツアーにもキーボード担当として客演した。

### ウルトラヴォックスとヴィサージ

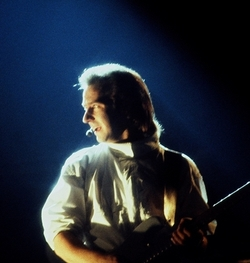
ウルトラヴォックスでのミッジ・ユーロ

1980年7月、ユーロ加入後初、バンド通算4作目となるアルバム『ヴィエナ (Vienna)』がリリースされる。ユーロによるアグレッシブなギターワークとシンセサウンドを両立させたサウンドを展開し、シンセポップの隆盛やニューロマンティックブームなどの追い風も受け、全英3位72週チャートインする。シングルカットされた同名曲「ヴィエナ」は全英2位となる。また、1980年11月、ユーロのプロデュースで、ヴィサージの最初のアルバム『ヴィサージ (Visage)』（全英13位）がリリースされ、シングルカットされた「フェイド・トゥ・グレイ」は全英8位となる。
こうしてヴィサージとウルトラヴォックスはニューロマンティック・シーンにおいて代名詞的なバンドとなり、ユーロ自身もニューロマンティックを代表するミュージシャンの一人となる。1981年9月にリリースされた次作『エデンの嵐 (Rage in Eden)』も全英3位となり、バンドの音楽的主導権はユーロに移っていく。ユーロはバンドの特徴であったポストパンク～シンセポップ的なサウンドを、次第に一般的なポップ路線へと変えていった。ヴィサージからは、セカンドアルバム『舞-ダンス- (The Anvil)』を最後に、ウルトラヴォックスでの活動に専念するため離れていった。

### バンド・エイドとライブエイド
1984年、1983年から始まったエチオピア飢餓に対するチャリティ・プロジェクトをボブ・ゲルドフと共に起こす。ユーロはゲルドフとチャリティ・ソング「Do They Know It's Christmas?」を書き、イギリスとアイルランドの有名ミュージシャンが歌った。翌1985年には同じくゲルドフと、アフリカ難民救済のための世界的チャリティコンサートを企画した。

### ソロ活動から現在

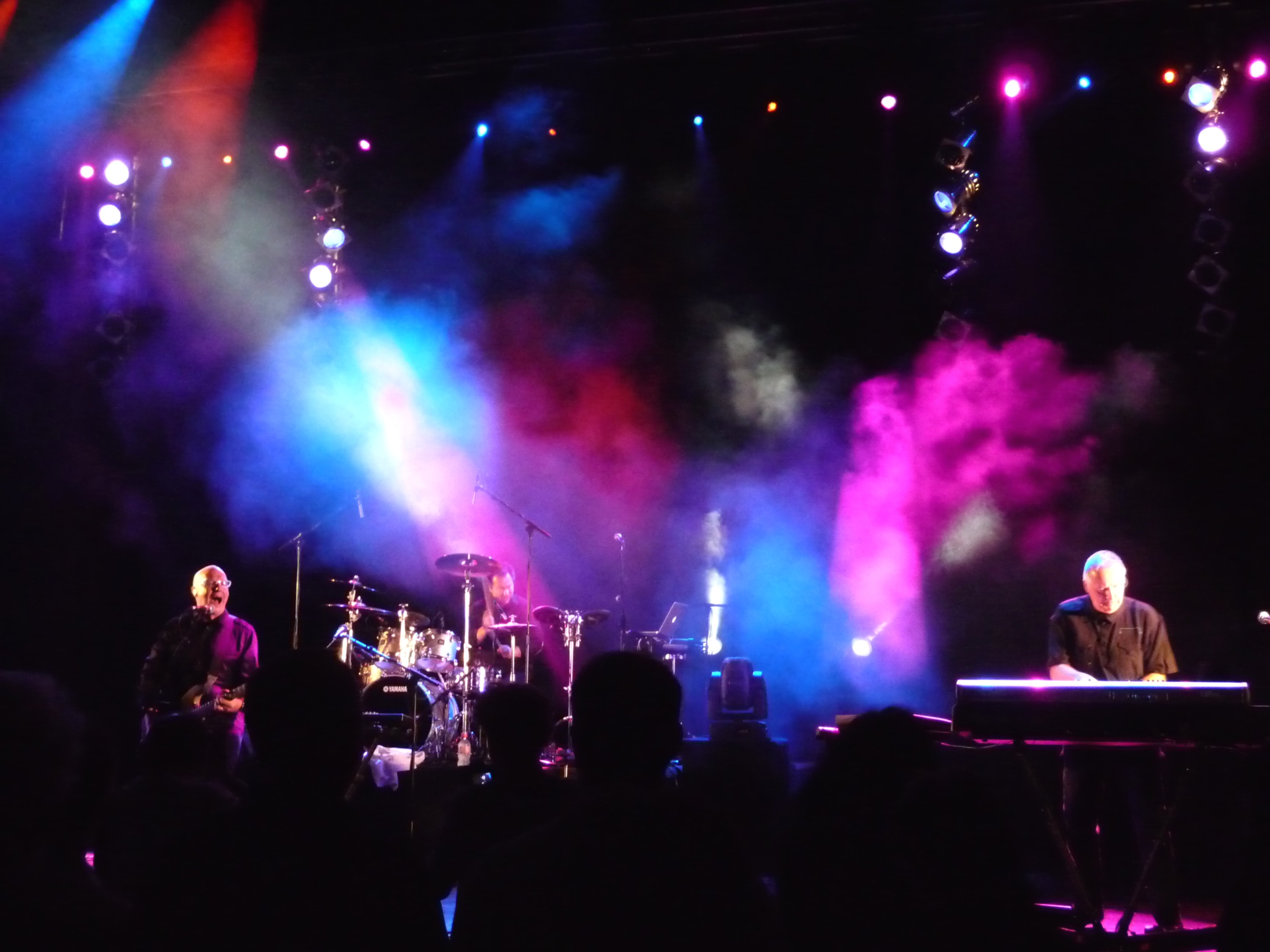
リターン・トゥ・エデン・ツアー 2009

1985年、ユーロは初のソロ・アルバム『ザ・ギフト(en:The Gift (Midge Ure album))』をリリースする。ウルトラヴォックスとは異なる穏やかなポップスを展開し全英2位を記録、シングル「If I Was（邦題「すべての愛は君だけに」）」は全英1位となる。これはユーロにとって3度目のシングル全英1位である。1986年、ウォーレン・カーン（ドラムス）の脱退ののちレコーディングされた『U-VOX』のリリースを最後に、ユーロとクリス・クロス（ベース）がウルトラヴォックスを脱退し、バンドは事実上解散する。その後ユーロは、1988年から2001年にかけて5枚のソロ・アルバムを散発的に発表しつつ、ライブ活動を行う。2005年に、その音楽と慈善活動に対し大英帝国勲章を叙勲される。
2008年11月にユーロ、カーリー、クロス、カーンによる全盛期ウルトラヴォックスの再結成が発表され、2009年および2010年に「リターン・トゥ・エデン・ツアー」として、イギリスおよび欧州公演が行われた。2012年、同メンバーによる28年ぶりのスタジオ盤『Brilliant』がリリースされ、次いでツアーが行われた。2014年には13年ぶりのソロアルバム『Fragile』を発表した。

## ディスコグラフィ
| 年   | アルバム （邦題）                          | 所属バンド         | 全英チャート |
| ---- | ------------------------------------------ | ------------------ | ------------ |
| 1976 | Slik                                       | スリック           | #58          |
| 1978 | Ghosts Of Princes In Towers （王子の幻影） | リッチ・キッズ     | #51          |
| 1980 | Vienna （ヴィエナ）                        | ウルトラヴォックス | #3           |
| 1980 | Visage （ヴィサージ）                      | ヴィサージ         | #13          |
| 1981 | Rage in Eden （エデンの嵐）                | ウルトラヴォックス | #4           |
| 1982 | The Anvil （舞-ダンス-）                   | ヴィサージ         | #6           |
| 1982 | Quartet （カルテット）                     | ウルトラヴォックス | #6           |
| 1983 | Monument （モニュメント）                  | ウルトラヴォックス | #9           |
| 1984 | Lament （ラメント）                        | ウルトラヴォックス | #8           |
| 1985 | The Gift （ギフト）                        | （ソロ）           | #2           |
| 1986 | U-VOX                                      | ウルトラヴォックス | #10          |
| 1988 | Answers to Nothing                         | （ソロ）           | #30          |
| 1991 | Pure                                       | （ソロ）           | #36          |
| 1996 | Breathe                                    | （ソロ）           | -            |
| 2001 | Move Me                                    | （ソロ）           | -            |
| 2012 | Brilliant                                  | ウルトラヴォックス | -            |
| 2014 | Fragile                                    | （ソロ）           | #66          |
| 2017 | Orchestrated                               |                    | #33          |